# Gynoplistia otagana
Gynoplistia otagana är en tvåvingeart som beskrevs av Alexander 1930. Gynoplistia otagana ingår i släktet Gynoplistia och familjen småharkrankar. Inga underarter finns listade i Catalogue of Life.